# Eunica celmina
Eunica celmina är en fjärilsart som beskrevs av Hans Fruhstorfer 1909. Eunica celmina ingår i släktet Eunica och familjen praktfjärilar. Inga underarter finns listade i Catalogue of Life.